# Ренато Дзаккареллі
Ренато Дзаккареллі (італ. Renato Zaccarelli, * 18 січня 1951, Анкона) — колишній італійський футболіст, півзахисник. По завершенні ігрової кар'єри — футбольний тренер.
Як гравець насамперед відомий виступами за клуб «Торіно», а також національну збірну Італії.
Чемпіон Італії. 

## Клубна кар'єра
Вихованець футбольної школи клубу «Торіно».
У дорослому футболі дебютував 1968 року виступами за команду клубу «Катанія», в якій провів один сезон, взявши участь лише у 2 матчах чемпіонату. 
Згодом з 1969 по 1974 рік грав у складі команд клубів «Торіно», «Новара» та «Верона».
1974 року повернувся до клубу «Торіно», за який відіграв 13 сезонів.  Більшість часу, проведеного у складі «Торіно», був основним гравцем команди. За цей час виборов титул чемпіона Італії. Завершив професійну кар'єру футболіста виступами за команду «Торіно» у 1987 році.

## Виступи за збірну
1975 року дебютував в офіційних матчах у складі національної збірної Італії. Протягом кар'єри у національній команді, яка тривала 6 років, провів у формі головної команди країни 25 матчів, забивши 2 голи. У складі збірної був учасником чемпіонату світу 1978 року в Аргентині, чемпіонату Європи 1980 року в Італії.

## Кар'єра тренера
Розпочав тренерську кар'єру в молодіжній збірній Італії, де спочатку очолював команду другого складу, а згодом працював помічником головного тренера основного складу збірної.
Згодом як виконувач обов'язків головного тренера очолював тренерський штаб клубу «Торіно», в 2003 і пізніше, протягом 2004—2005 років.

## Титули і досягнення

### Командні
- Чемпіон Італії (1):

«Торіно»:  1975/76
- Володар Кубка Італії (1):

«Торіно»:  1970/71

### Особисті
- Футболіст року в Італії (Guerin Sportivo) (1):

1986